# Farsafaj
Farsafaj (persiska: فَرَسفَج, فَرِسفَج, فَرسفيج, فرسفج) är en ort i Iran.   Den ligger i provinsen Hamadan, i den nordvästra delen av landet, 300 km väster om huvudstaden Teheran. Farsafaj ligger 1 612 meter över havet och antalet invånare är 1 608.
Terrängen runt Farsafaj är huvudsakligen kuperad, men den allra närmaste omgivningen är platt.Runt Farsafaj är det ganska tätbefolkat, med 86 invånare per kvadratkilometer. Närmaste större samhälle är Tūyserkān, 16,2 km öster om Farsafaj. Trakten runt Farsafaj består i huvudsak av gräsmarker.